# Ministrowie produkcji lotniczej Wielkiej Brytanii
Minister produkcji lotniczej (en. Minister of Aircraft Production) – urząd istniejący w latach 1940–1945, odpowiadający w brytyjskim rządzie za produkcję samolotów dla Royal Air Force.
Po zakończeniu II wojny światowej, w sierpniu 1945 stanowisko ministra produkcji lotniczej połączono z ministrem zaopatrzenia, a 1 kwietnia 1946 formalnie włączono dawne ministerstwo produkcji lotniczej do ministerstwa zaopatrzenia (Ministry of Supply).

## Lista ministrów
| Minister                         | Czas urzędowania                   |
| -------------------------------- | ---------------------------------- |
| Max Aitken, 1. baron Beaverbrook | 14 maja 1940 – 1 maja 1941         |
| John Moore-Brabazon              | 1 maja 1941 – 22 lutego 1942       |
| John Llewellin                   | 22 lutego 1942 – 22 listopada 1942 |
| Stafford Cripps                  | 22 listopada 1942 – 25 maja 1945   |
| Ernest Brown                     | 25 maja 1945 – 26 lipca 1945       |